# 法律篇
法律篇是柏拉圖最後且是最長的對話錄。對話的開頭並不是『什麼是法律？』(這是美諾篇當中的問題)，而是『誰有權力來制訂法律？』
普遍認為這是柏拉圖晚年的作品，寫於他在西西里的獨裁領導嘗試失敗後。這些事情是由第七封信中所記載的。